# Nicey-sur-Aire
Nicey-sur-Aire är en kommun i departementet Meuse i regionen Grand Est (tidigare regionen Lorraine) i nordöstra Frankrike. Kommunen ligger i kantonen Pierrefitte-sur-Aire som tillhör arrondissementet Commercy. År 2022 hade Nicey-sur-Aire 129 invånare.

## Befolkningsutveckling
Antalet invånare i kommunen Nicey-sur-Aire
| Referens: INSEE |